# Oberonia crassilabris
Oberonia crassilabris är en orkidéart som beskrevs av Rudolf Schlechter. Oberonia crassilabris ingår i släktet Oberonia och familjen orkidéer. Inga underarter finns listade i Catalogue of Life.